# Eleonora Pedron
Eleonora Pedron (Camposampiero, 13 luglio 1982) è una conduttrice televisiva, attrice ed ex modella italiana, eletta Miss Italia 2002.

## Biografia

Eleonora Pedron, mentre abbraccia la mamma, dopo la vittoria a Miss Italia 2002

Dopo aver partecipato una prima volta nel 1999, viene eletta Miss Italia 2002. Dal settembre del 2003 fino alla primavera del 2004 viene scelta come prima "meteorina" del Meteo 4 dall'allora direttore del TG4 Emilio Fede. Nell'estate dello stesso anno è inviata assieme a Gloria Bellicchi per la trasmissione culinaria di Rete 4 Fornelli in crociera, condotta da Davide Mengacci. Passa in seguito al ruolo di conduttrice di Sipario del TG4 nella stagione 2004-2005, per poi ritornarvi nel 2007.
Nella stagione 2005-2006 affianca il giornalista Sandro Piccinini nel programma sportivo Controcampo, in onda su Italia 1. Nel 2006 è una delle interpreti principali del film Vita Smeralda, diretto da Jerry Calà. L'anno successivo è tra i concorrenti del talent show Notti sul ghiaccio 2, condotto da Milly Carlucci su Rai 1, dove arriva in finale classificandosi al quinto posto.
Nel 2008 affianca nuovamente Davide Mengacci come inviata nel programma culinario itinerante Fornelli in piazza, in onda su Rete 4, ed è tra i protagonisti della sit-com di Italia 1 Medici miei, al fianco di Enzo Iacchetti e Giobbe Covatta nel ruolo dell'Infermiera Nora. Inoltre è nel cast del film Il seme della discordia, per la regia di Pappi Corsicato, in concorso alla Mostra del Cinema di Venezia.
Nel 2009 prende parte ad una puntata della sit-com di Italia 1 Così fan tutte, con Alessia Marcuzzi e Debora Villa. Nel 2010 interpreta il ruolo di "Alessandra" in quattro episodi della seconda stagione della fiction di Rai 1 Donna detective. Il 18 e 19 settembre 2011 prende parte a Miss Italia 2011, condotto da Fabrizio Frizzi, nel ruolo di addetta alla postazione web, ponendo alle ragazze in gara domande da parte del pubblico e dei blogger televisivi.
Nel 2012 è protagonista nel videoclip della canzone di Umberto Tozzi Se tu non fossi qui, girato nel castello di Torrechiara, a Langhirano, in provincia di Parma. Il 13 febbraio 2013, insieme al compagno Max Biaggi, è tra i cosiddetti "proclamatori" del Festival di Sanremo, condotto da Fabio Fazio, per introdurre al concorso i Modà. Nello stesso anno conduce, al fianco dello scrittore Roberto Parodi, il programma sulla passione motociclistica Born to Ride - E ti bastano 2 ruote, in onda su Italia 2. Dal 2015 al 2019 partecipa come ospite fisso della trasmissione Quelli che il calcio, in onda su Rai 2. Il 6 settembre 2019 prende parte come giurata alla finale dell'ottantesima edizione di Miss Italia.
Dal 18 gennaio 2020 conduce il programma Belli dentro belli fuori, in onda ogni sabato mattina su LA7. Il 13 ottobre 2021 pubblica per Giunti Editore il suo primo libro autobiografico, intitolato L'ho fatto per te. Solo chi ami può riportare la luce nella tua vita.. Il 25 gennaio 2022 partecipa come concorrente al programma di Italia 1 Back to School. Nello stesso anno, dopo diversi anni dall'ultima esperienza, torna a recitare, prendendo parte al film Tre sorelle, diretto da Enrico Vanzina e distribuito su Prime Video dal 27 gennaio 2022..
Nel 2024 si è laureata in Scienze e tecniche psicologiche presso l'Università Niccolò Cusano di Roma.

## Vita privata
È stata fidanzata per undici anni con il campione di motociclismo Max Biaggi, dal quale ha avuto due figli.
Dal 2019 è legata sentimentalmente all’attore torinese Fabio Troiano. I due hanno recitato insieme nel ruolo di una coppia in Tre sorelle, film uscito nel 2022.

## Programmi televisivi

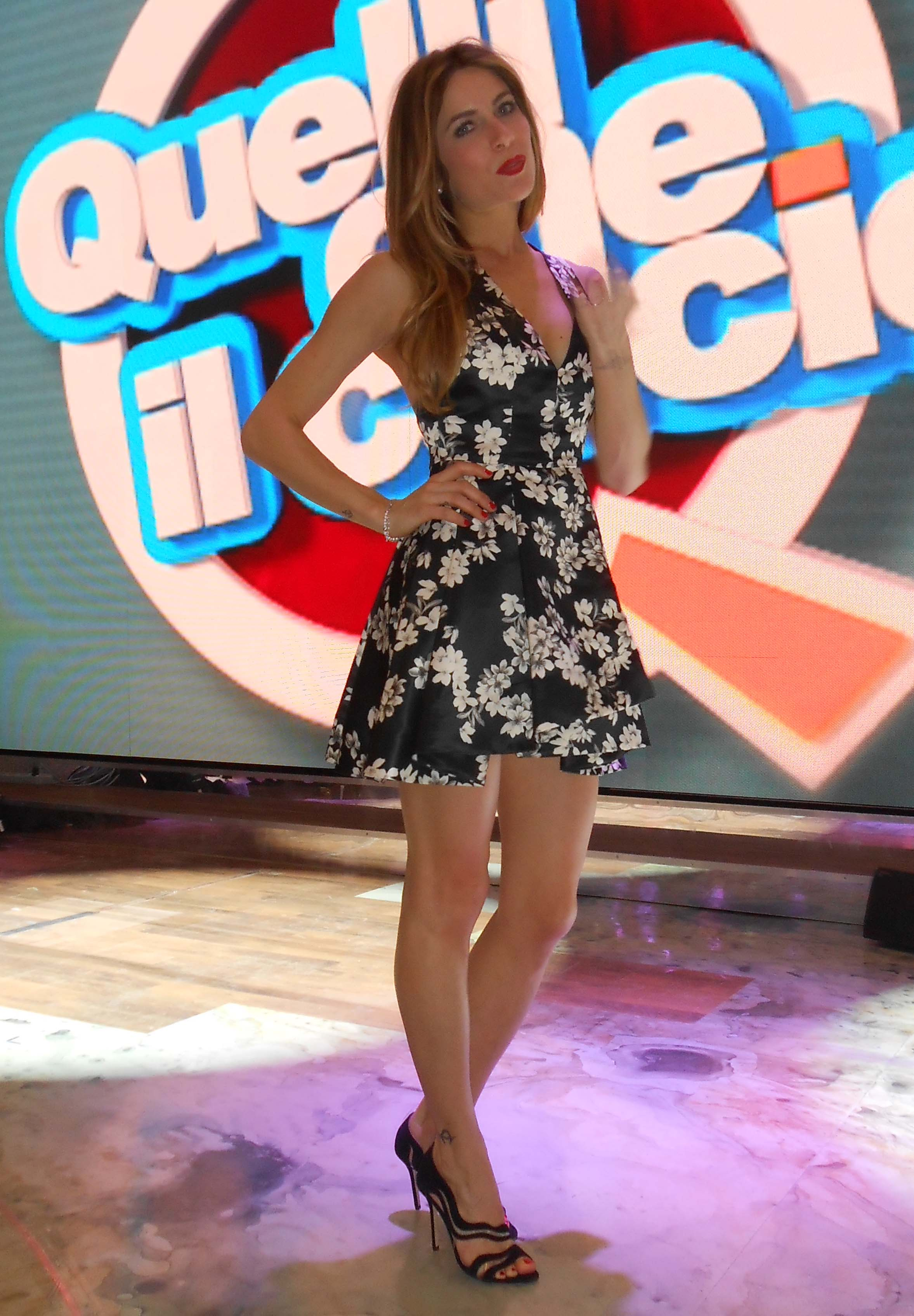
Eleonora Pedron a Quelli che il calcio

- Miss Italia (Rai 1, 1999, 2002, 2011, 2019)[11]
- Meteo 4 (Rete 4, 2003-2005)
- Fornelli in crociera (Rete 4, 2004) Inviata
- Sipario del TG4 (Rete 4, 2004-2005, 2007)
- Controcampo (Italia 1, 2005-2006) Co-conduttrice
- Notti sul ghiaccio 2 (Rai 1, 2007) Concorrente
- Fornelli in piazza (Rete 4, 2008) Inviata
- Born to Ride - E ti bastano 2 ruote (Italia 2, 2013)
- Quelli che il calcio (Rai 2, 2015-2019) Ospite fisso
- Belli dentro belli fuori (LA7, 2020-2021)
- Alessandro Borghese - Celebrity Chef (TV8, 2022) - concorrente
- Back to School (Italia 1, 2022) Concorrente

## Filmografia

### Cinema
- Vita Smeralda, regia di Jerry Calà (2006)
- Il seme della discordia, regia di Pappi Corsicato (2008)

### Televisione
- Medici miei, regia di Massimo Martelli – sitcom (2008)
- Così fan tutte, regia di Gianluca Fumagalli – sitcom, episodio 1x05 (2009)
- Donna detective, regia di Fabrizio Costa – serie TV, 4 episodi (2010)
- Tre sorelle, regia di Enrico Vanzina – film Prime Video (2022)

### Videoclip
- Se tu non fossi qui di Umberto Tozzi (2012)

## Libri
- Eleonora Pedron, L'ho fatto per te. Solo chi ami può riportare la luce nella tua vita, Giunti Editore, 2021, ISBN 9788809913073.